# 佐佐江贤一郎
佐佐江贤一郎（日语：佐々江賢一郎，1951年9月25日—）前日本外交官，2012年至2018年間出任日本驻美国大使。曾担任六方会谈日本代表团首席代表、外务省亞洲大洋洲局局長、事务次官。